# كين دو
كين دو (بالإنجليزية: Ken Dow)‏ هو لاعب كرة قدم أمريكية أمريكي، ولد في 18 نوفمبر 1917 في إفراتا في الولايات المتحدة، وتوفي في 17 نوفمبر 1988.